# Кафе «Изотоп»
«Кафе „Изотоп“» — советский драматический фильм, снятый в 1976 году режиссёром Георгием Калатозишвили на киностудии «Мосфильм».
Экранизация повести писателя Михаила Сергеевича Колесникова «Право выбора».
Премьера фильма состоялась 4 ноября 1977 года. Прокат — 9,6 млн зрителей.

## Сюжет
Бригадир сварщиков Володя Прохоров переживает трагическую утрату своей любимой девушки. В поисках поддержки ему помогает друг, главный инженер Родион Угрюмов, который предлагает перейти на работу в институт физики высоких энергий под руководством академика Коростылёва. Сначала Прохоров отказывается, но после встречи с академиком меняет решение. Однако после успешного устранения крупной аварии в лаборатории он решает вернуться к своей прежней работе в бригаде.

## В ролях
- Александр Сафронов — Володя Прохоров
- Игорь Васильев — академик Коростылёв
- Юрий Назаров — Родион Терентьевич Угрюмов, учёный
- Людмила Максакова — Юлия Александровна Скурлатова
- Владимир Носик — Дёмкин, сварщик
- Ольга Гудкова — Лена
- Надежда Бутырцева — Таня
- Владимир Гуляев — Шибанов
- Геннадий Корольков — Харламов, сварщик
- Владимир Козелков — сварщик из бригады Прохорова
- Геннадий Крашенинников — Петриков, сварщик из бригады Прохорова
- Александр Пятков — Тюрин, сварщик из бригады Прохорова
- Георгиос Совчис — Гуляев, сварщик из бригады Прохорова

## Съёмочная группа
- Режиссёр: Георгий Калатозишвили
- Сценаристы: Василий Соловьёв, Михаил Калатозов
- Оператор: Сергей Вронский
- Художник: Феликс Ясюкевич
- Композитор: Гия Канчели

## Фестивали и награды
- 1977 — X Всесоюзный кинофестиваль в Риге — Премия за лучшую операторскую работу Сергею Вронскому[2]